# Olivier Ferrand
Olivier Ferrand (Marsella, 8 de noviembre de 1969 - Velaux, 30 de junio de 2012) fue un alto funcionario y político francés. Fue fundador y presidente de "Terra Nova", un think tank progresista que tuvo gran influencia en el sector de la izquierda moderada francesa. Conjuntamente con Arnaud Montebourg fue el ideólogo de las primarias que se hicieron en el Partido Socialista francés y que designaron a François Hollande como candidato a las elecciones presidenciales francesas de 2012.
Es graduado de HEC Paris, Sciences Po y ENA.

## Obras
- Primaire: comment sauver la gauche, con Arnaud Montebourg (2009)[5]